# Apple Store

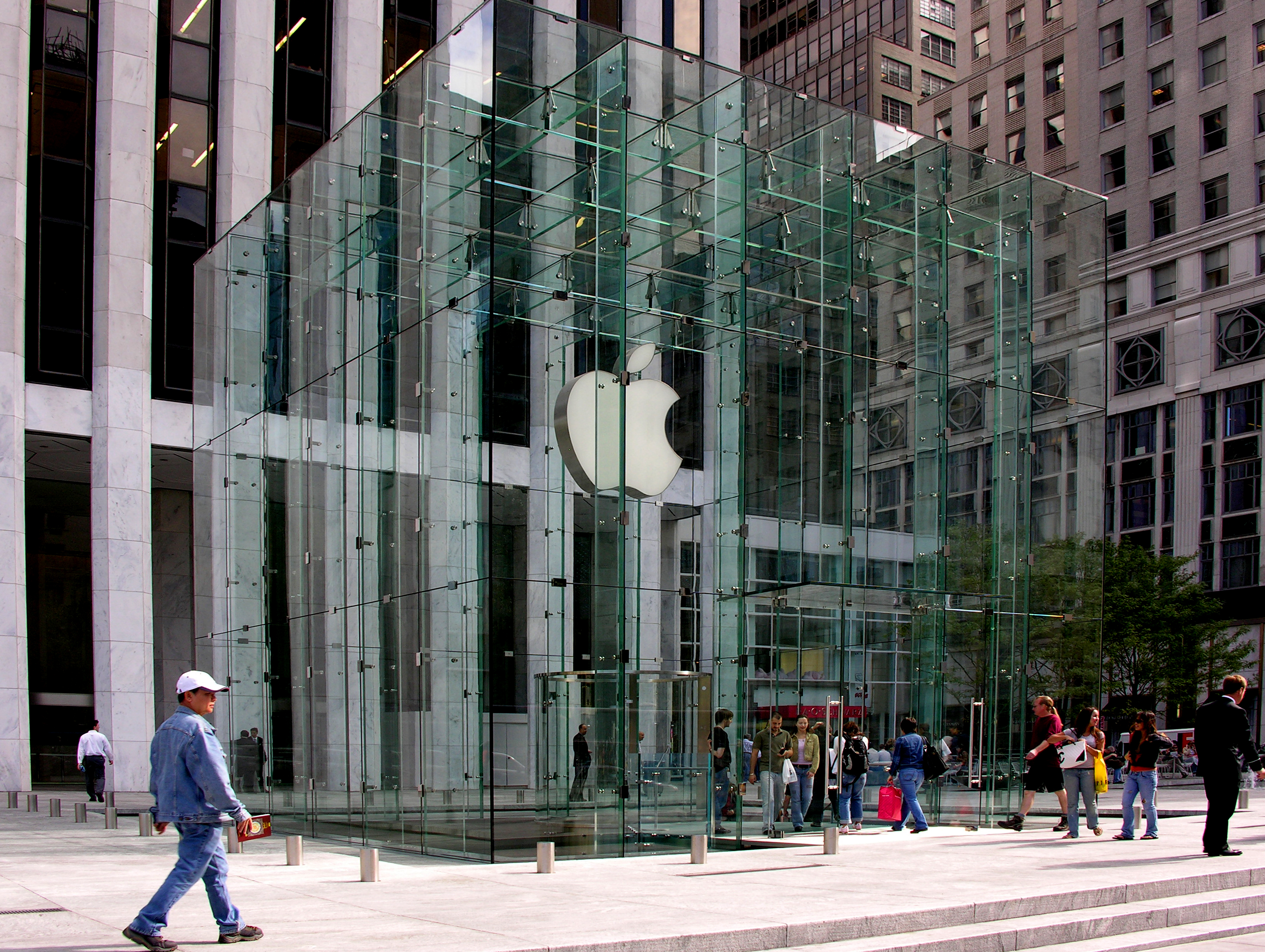
Apple Store em Nova Iorque.

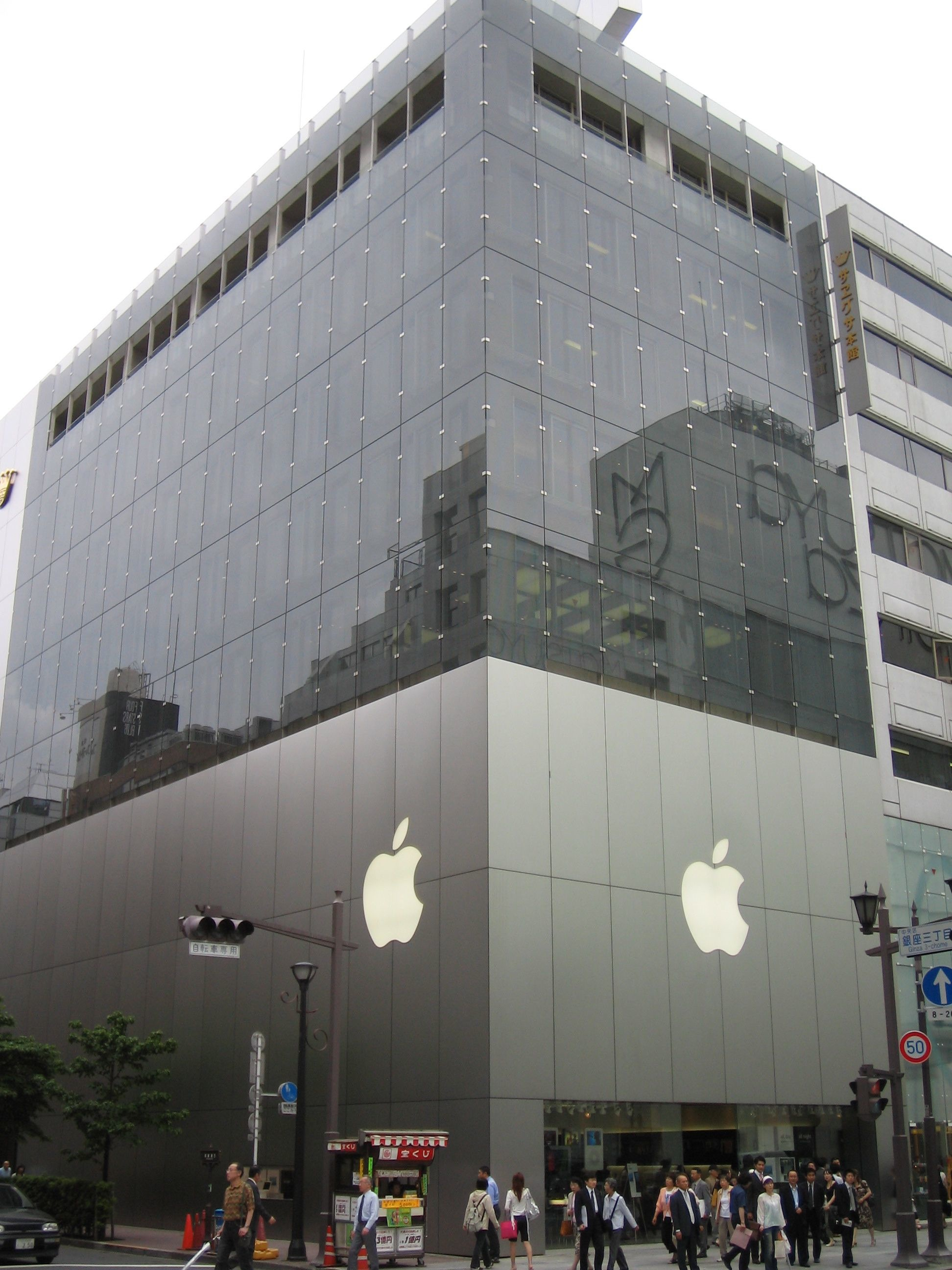
Apple Store em Tóquio no Japão.

A Apple Store é uma cadeia de lojas de varejo operada pela Apple, que vendem e tratam de computadores e equipamentos eletrônicos da marca.

## Apple Stores no Mundo
Em julho de 2025, a Apple contava com 535 lojas espalhadas por 27 países, sendo 273 nos Estados Unidos. A última loja inaugurada no período foi em Osaka, Japão.

| País                      | Primeira abertura                                                 | Localização da primeira loja                               | Lojas abertas |
| ------------------------- | ----------------------------------------------------------------- | ---------------------------------------------------------- | ------------- |
| Estados Unidos            | 19 de maio de 2001                                                | Tysons Corner Center, Tysons Corner, Virginia              | 273           |
| China · Hong Kong · Macau | 19 de junho de 2008; 24 de septembro de 2011; 25 de junho de 2016 | Sanlitun, Pequim; ifc Mall, Hong Kong; Galaxy Macau, Macau | 56            |
| Reino Unido               | 20 de novembro de 2004                                            | Regent Street, Londres                                     | 40            |
| Canadá                    | 21 de maio de 2005                                                | Yorkdale Shopping Centre, Toronto                          | 28            |
| Austrália                 | 19 de junho de 2008                                               | George Street, Sydney                                      | 22            |
| França                    | 7 de novembro de 2009                                             | Carrousel du Louvre, Paris                                 | 20            |
| Itália                    | 31 de março de 2007                                               | Centro Commerciale Roma Est, Roma                          | 17            |
| Alemanha                  | 6 de dezembro de 2008                                             | Rosenstrasse, Munique                                      | 16            |
| Espanha                   | 4 de setembro de 2010                                             | La Maquinista, Barcelona                                   | 12            |
| Japão                     | 30 de novembro de 2003                                            | Ginza, Tóquio                                              | 11            |
| Coreia do Sul             | 27 de junho de 2018                                               | Garosugil, Seul                                            | 07            |
| Suíça                     | 35 de setembro de 2008                                            | Rue de Rive, Genebra                                       | 04            |
| Emirados Árabes Unidos    | 29 de outubro de 2015                                             | Mall of the Emirates, Dubai; Yas Mall, Abu Dhabi           | 04            |
| Países Baixos             | 3 de março de 2012                                                | Hirschbuilding, Leidseplein, Amesterdão                    | 03            |
| Suécia                    | 15 de setembro de 2012                                            | Täby Centrum, Estocolmo                                    | 03            |
| Turquia                   | 5 de abril de 2014                                                | Zorlu Center, Istambul                                     | 03            |
| Cingapura                 | 27 de maio de 2017                                                | Orchard Road                                               | 03            |
| Brasil                    | 15 de fevereiro de 2014                                           | VillageMall, Barra da Tijuca, Rio de Janeiro               | 02            |
| Mexico                    | 24 de junho de 2018                                               | Centro Santa Fe, Santa Fe, Cidade do México                | 02            |
| Taiwan                    | 1 de julho de 2017                                                | Taipei 101, Taipé                                          | 02            |
| Tailândia                 | 10 de novembro de 2018                                            | Iconsiam, Banguecoque                                      | 02            |
| Índia                     | 18 de abril de 2023                                               | Bandra Kurla Complex, Bombaim                              | 02            |
| Bélgica                   | 19 de setembro de 2015                                            | Avenue de la Toison d’Or, Bruxelas                         | 01            |
| Áustria                   | 24 de fevereiro de 2018                                           | Kärntner Straße, Viena                                     | 01            |
| Malásia                   | 22 de junho de 2024                                               | The Exchange TRX, Kuala Lumpur                             | 01            |
| Totais                    | Totais                                                            | Totais                                                     | 535           |

## Apple Store no Brasil

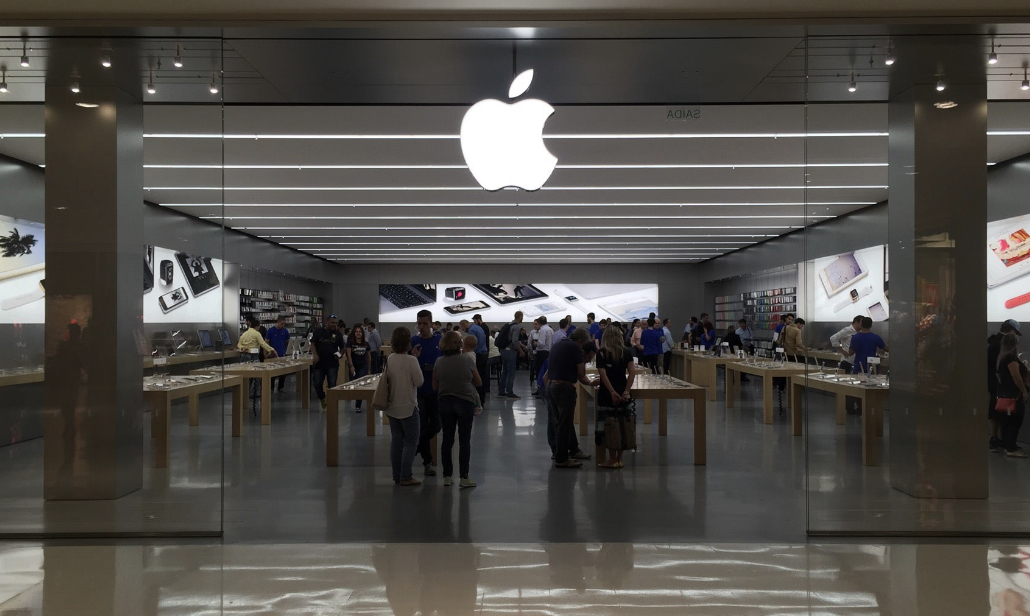
Apple Store no Morumbi Shopping em São Paulo

Presente no Brasil desde 2008, em outubro de 2009 estreou sua loja virtual e atualmente conta com duas lojas oficiais. A primeira foi inaugurada no dia 15 de fevereiro de 2014 no Rio de Janeiro, no shopping Village Mall, empreendimento de luxo localizado na Barra da Tijuca. A segunda foi inaugurada no Morumbi Shopping, em São Paulo, no dia 18 de abril de 2015.

## Genius Bar

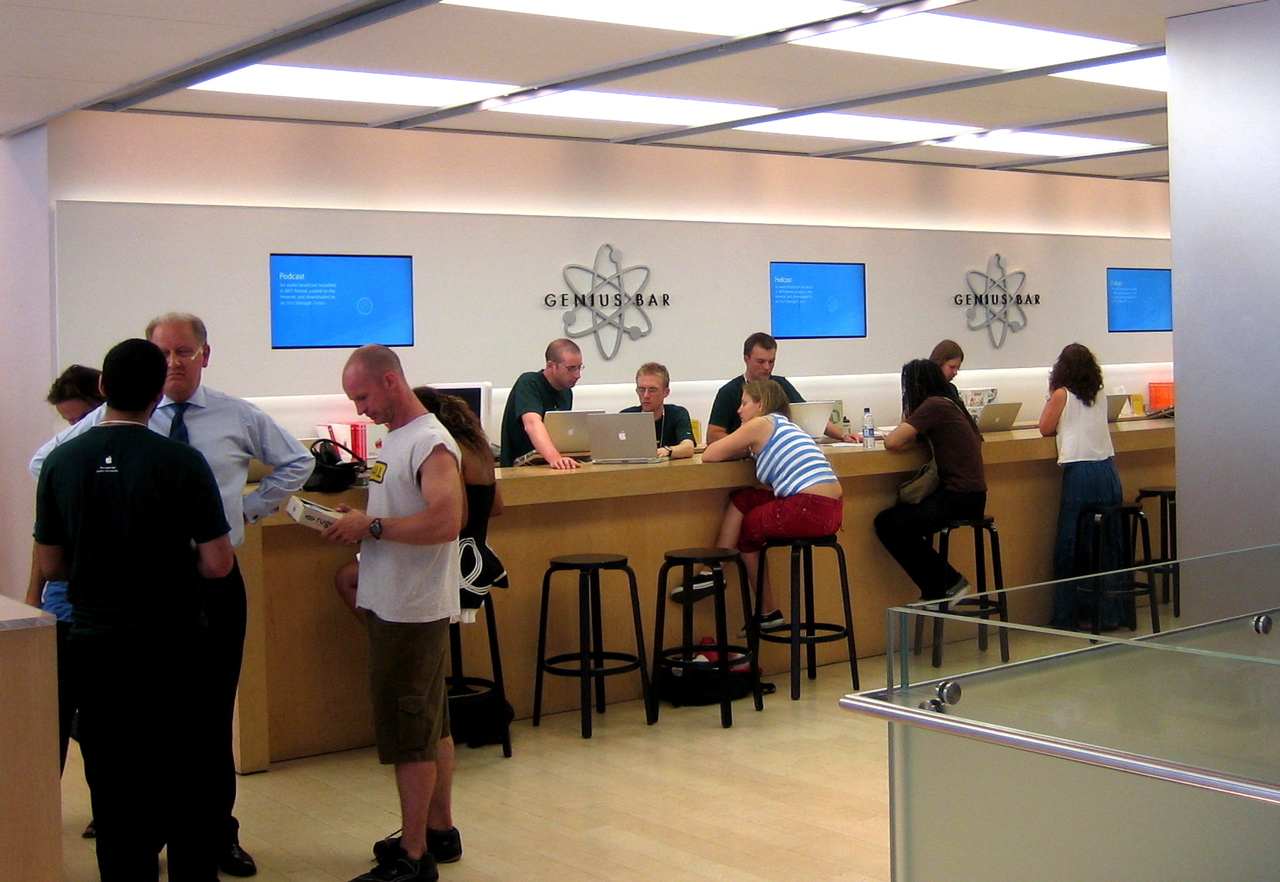
Genius Bar em uma Apple Store em Londres

O Genius Bar é uma estação localizada no interior de cada Apple Store, cujo objetivo consiste em oferecer ajuda e apoio aos produtos Apple.
"Geniuses", como são chamados os funcionários treinados pela empresa para ajudar os clientes com hardware e software, contam ainda com vários níveis de certificação, dependendo dos produtos atendidos. 
Ron Johnson, ex-vice-presidente sênior de varejo da empresa, frequentemente se referia ao Genius Bar como o "coração e a alma das nossas lojas".